# Luis Monti
Luis Felipe Monti (født 15. maj 1901, død 9. september 1983) var en argentinsk/italiensk fodboldspiller (midtbane) og senere –træner.
Monti deltog ved VM 1930 i Uruguay for Argentinas landshold. Her spillede han alle argentinernes kampe i turneringen, der endte med at holdet vandt sølv efter finalenederlag til værtsnationen.
Efter turneringen rejste Monti til Italien for at spille på klubplan for Juventus. Han valgte efterfølgende også at repræsentere det italienske landshold, som han vandt guld med ved VM 1934 på hjemmebane. Han var på banen i alle italienernes kampe i turneringen.
Ud over Juventus spillede Monti for de argentinske klubber Huracán, Boca Juniors og San Lorenzo. Efter sit karrierestop var han desuden træner, for blandt andet Huracán og Juventus.